# 2007–2008-as magyar labdarúgó-ligakupa
A 2007–2008-as Ligakupa a sorozat első szezonja volt. A ligakupában a tizenhat élvonalbeli csapat vett részt. Az első ligakupa győztese a Fehérvár csapata lett, akik a nagydöntőben a Debreceni VSC-t győzték le, 3–0-s összesítéssel.

## Őszi eredmények

### Csoportkör

#### A csoport
| Csapat          | M | Gy | D | V | G+ | G– | Gk | P  |
| --------------- | - | -- | - | - | -- | -- | -- | -- |
| FC Fehérvár     | 6 | 3  | 1 | 2 | 15 | 9  | +6 | 10 |
| Újpest          | 6 | 3  | 1 | 2 | 15 | 14 | +1 | 10 |
| Budapest Honvéd | 6 | 2  | 2 | 2 | 12 | 16 | –4 | 8  |
| Paksi FC        | 6 | 2  | 0 | 4 | 11 | 14 | –3 | 6  |

#### B csoport
| Csapat            | M | Gy | D | V | G+ | G– | Gk  | P  |
| ----------------- | - | -- | - | - | -- | -- | --- | -- |
| Zalaegerszegi TE  | 6 | 5  | 1 | 0 | 18 | 7  | +11 | 16 |
| REAC              | 6 | 2  | 2 | 2 | 14 | 12 | +2  | 8  |
| BFC Siófok        | 6 | 2  | 1 | 3 | 9  | 12 | –3  | 7  |
| Kaposvári Rákóczi | 6 | 0  | 2 | 4 | 6  | 16 | –10 | 2  |

#### C csoport
| Csapat                | M | Gy | D | V | G+ | G– | Gk | P  |
| --------------------- | - | -- | - | - | -- | -- | -- | -- |
| Debreceni VSC         | 6 | 3  | 2 | 1 | 10 | 6  | +4 | 11 |
| Diósgyőr              | 6 | 3  | 1 | 2 | 6  | 6  | 0  | 10 |
| Nyíregyháza Spartacus | 6 | 3  | 0 | 3 | 8  | 6  | +2 | 9  |
| Vasas                 | 6 | 1  | 1 | 4 | 5  | 11 | –6 | 4  |

#### D csoport
| Csapat       | M | Gy | D | V | G+ | G– | Gk | P  |
| ------------ | - | -- | - | - | -- | -- | -- | -- |
| Győri ETO    | 6 | 4  | 0 | 2 | 13 | 8  | +5 | 12 |
| Tatabánya    | 6 | 3  | 1 | 2 | 13 | 9  | +4 | 10 |
| MTK Budapest | 6 | 2  | 1 | 3 | 8  | 9  | –1 | 7  |
| Sopron       | 6 | 2  | 0 | 4 | 8  | 16 | –8 | 6  |

### Egyenes kieséses szakasz

#### Negyeddöntők
A negyeddöntők mérkőzéseit október 16. és október 28. között játszották.
| 1. csapat     | Össz.     | 2. csapat        | 1. mérk. | 2. mérk. |
| ------------- | --------- | ---------------- | -------- | -------- |
| Tatabánya     | 2–5       | Diósgyőr         | 1–2      | 1–3      |
| REAC          | 0–5       | Zalaegerszegi TE | 0–2      | 0–3      |
| FC Fehérvár   | 3–3 (ig.) | Győri ETO        | 1–1      | 2–2      |
| Debreceni VSC | 3–0       | Újpest           | 3–0      | 0–0      |

#### Elődöntők
A elődöntők mérkőzéseit október 31. és november 14. között játszották.
| 1. csapat        | Össz.     | 2. csapat   | 1. mérk. | 2. mérk. |
| ---------------- | --------- | ----------- | -------- | -------- |
| Zalaegerszegi TE | 3–4 (hu.) | FC Fehérvár | 2–1      | 1–3      |
| Debreceni VSC    | 4–6       | Diósgyőr    | 1–4      | 3–2      |

#### Döntő
1. mérkőzés
| 2007. november 18. 18:00 |

| FC Fehérvár                                        | 3–0               | Diósgyőr   |
| -------------------------------------------------- | ----------------- | ---------- |
| Simek 38' Dvéri 51' Sitku 59' Božić 8' Horváth 90′ | (1–0) Jegyzőkönyv | Kassim 34′ |

| Sóstói Stadion, Székesfehérvár Játékvezető: Bede Ferenc (magyar) |

2. mérkőzés
| 2007. november 28. 18:00 |

| Diósgyőr             | 2–1               | FC Fehérvár                                              |
| -------------------- | ----------------- | -------------------------------------------------------- |
| Simon 77' Huszák 84' | (0–0) Jegyzőkönyv | Sitku 70' 72' Mohl 74' Farkas 83' Vayer 86' Csobánki 89′ |

| DVTK-stadion, Miskolc Játékvezető: Szabó Zsolt (magyar) |

- A 2007–08-as ligakupa őszi szezonját az FC Fehérvár csapata nyerte.

## Tavaszi eredmények

### Csoportkör

#### A csoport
| Csapat           | M | Gy | D | V | G+ | G– | Gk  | P  |
| ---------------- | - | -- | - | - | -- | -- | --- | -- |
| Zalaegerszegi TE | 6 | 4  | 2 | 0 | 19 | 3  | +16 | 14 |
| Győri ETO        | 6 | 4  | 2 | 0 | 16 | 6  | +10 | 14 |
| Tatabánya        | 6 | 1  | 0 | 5 | 7  | 19 | –12 | 3  |
| Sopron           | 0 | 0  | 0 | 0 | 0  | 0  | 0   | 01 |

- 1 A Sopront kizárták a ligakupa küzdelmeiből, mérkőzéseik 3–0-val az ellenfél javára kerültek jóváírásra.

#### B csoport
| Csapat            | M | Gy | D | V | G+ | G– | Gk | P  |
| ----------------- | - | -- | - | - | -- | -- | -- | -- |
| Paks              | 6 | 5  | 0 | 1 | 16 | 10 | +6 | 15 |
| BFC Siófok        | 6 | 3  | 0 | 3 | 15 | 13 | +2 | 9  |
| Kaposvári Rákóczi | 6 | 3  | 0 | 3 | 11 | 11 | 0  | 9  |
| FC Fehérvár       | 6 | 1  | 0 | 5 | 7  | 15 | –8 | 3  |

#### C csoport
| Csapat                | M | Gy | D | V | G+ | G– | Gk | P  |
| --------------------- | - | -- | - | - | -- | -- | -- | -- |
| Debreceni VSC         | 6 | 4  | 1 | 1 | 10 | 8  | +2 | 13 |
| REAC                  | 6 | 3  | 1 | 2 | 9  | 10 | –1 | 92 |
| Budapest Honvéd       | 6 | 2  | 2 | 2 | 13 | 8  | +5 | 8  |
| Nyíregyháza Spartacus | 6 | 0  | 2 | 4 | 4  | 10 | –6 | 2  |

- 2 A REAC-tól 1 pontot levontak.

#### D csoport
| Csapat       | M | Gy | D | V | G+ | G– | Gk | P  |
| ------------ | - | -- | - | - | -- | -- | -- | -- |
| MTK Budapest | 6 | 4  | 2 | 0 | 12 | 6  | +6 | 14 |
| Újpest       | 6 | 3  | 0 | 3 | 14 | 9  | +5 | 9  |
| Vasas        | 6 | 2  | 1 | 3 | 9  | 16 | –7 | 7  |
| Diósgyőr     | 6 | 1  | 1 | 4 | 8  | 12 | –4 | 4  |

### Egyenes kieséses szakasz

#### Negyeddöntők
A negyeddöntők mérkőzéseit március 5. és március 12. között játszották.
| 1. csapat  | Össz. | 2. csapat        | 1. mérk. | 2. mérk. |
| ---------- | ----- | ---------------- | -------- | -------- |
| BFC Siófok | 2–0   | Zalaegerszegi TE | 2–0      | 0–0      |
| Győri ETO  | 3–2   | Paks             | 1–1      | 2–1      |
| REAC       | 0–10  | MTK Budapest     | 0–4      | 0–6      |
| Újpest     | 1–10  | Debreceni VSC    | 1–5      | 0–5      |

#### Elődöntők
A elődöntők mérkőzéseit április 15. és április 23. között játszották.
| 1. csapat     | Össz. | 2. csapat  | 1. mérk. | 2. mérk. |
| ------------- | ----- | ---------- | -------- | -------- |
| MTK Budapest  | 1–3   | Győri ETO  | 1–1      | 0–2      |
| Debreceni VSC | 2–0   | BFC Siófok | 2–0      | 0–0      |

#### Döntő
1. mérkőzés
| 2008. április 30. 18:00 |

| Győri ETO                                      | 2–0               | Debreceni VSC                  |
| ---------------------------------------------- | ----------------- | ------------------------------ |
| Tokody 40' Dudás 43' Varga R. 80' Kovács 90+1' | (2–0) Jegyzőkönyv | Takács 66' Éles 69' Chigou 81' |

| ETO Park, Győr Játékvezető: Vad István (magyar) |

2. mérkőzés
| 2008. május 7. 18:00 |

| Debreceni VSC                                                                | 6–0               | Győri ETO                        |
| ---------------------------------------------------------------------------- | ----------------- | -------------------------------- |
| Kouemaha 9' 44' Huszák 33' Bogdanović 78' 84' Pákolicz 79' (öngól) Szűcs 56' | (3–0) Jegyzőkönyv | Abdoulaye 19' Šupić 32' Jäkl 64' |

| Oláh Gábor utcai stadion, Debrecen Játékvezető: Kassai Viktor (magyar) |

- A 2007–08-as ligakupa tavaszi szezonját a Debreceni VSC csapata nyerte.

## Nagydöntő
1. mérkőzés
| 2008. május 14. 18:00 |

| FC Fehérvár        | 1–0               | Debreceni VSC |
| ------------------ | ----------------- | ------------- |
| Dajić 22' Nagy 87' | (1–0) Jegyzőkönyv | Fodor 45'     |

| Sóstói Stadion, Székesfehérvár Játékvezető: Bognár Tamás (magyar) |

2. mérkőzés
| 2008. május 20. 20:45 |

| Debreceni VSC        | 0–2               | FC Fehérvár                                 |
| -------------------- | ----------------- | ------------------------------------------- |
| Rudolf 32' Szűcs 66' | (0–0) Jegyzőkönyv | Sifter 58' Sitku 71' Dajić 36' Csobánki 90' |

| Oláh Gábor utcai stadion, Debrecen Játékvezető: Iványi Zoltán (magyar) |

- A 2007–08-as ligakupát az FC Fehérvár csapata nyerte.

## Külső hivatkozások
- A Magyar Labdarúgó-szövetség hivatalos honlapja (magyarul)
- A Ligakupa oldala az mlsz.hu-n (magyarul)
- A Fehérvár a Liga Kupa őszi győztese (magyarul)
- A Debrecen nyerte a tavaszi sorozatot (magyarul)
- A Fehérvár nyerte a Liga Kupát (magyarul)